# Borislavtsi
Borislavtsi (bulgariska: Бориславци) är ett distrikt i Bulgarien.   Det ligger i kommunen obsjtina Madzjarovo och regionen Chaskovo, i den sydöstra delen av landet, 250 km sydost om huvudstaden Sofia.
Trakten runt Borislavtsi består till största delen av jordbruksmark. Runt Borislavtsi är det mycket glesbefolkat, med 7 invånare per kvadratkilometer.